# عيسى بن محمد السعدون
عيسى بن محمد بن ثامر بن سعدون الكبير (توفي سنة 1258هـ / 1842م) شيخ عشيرة آل سعدون من عرب العراق وأمير مشيخة عشائر المنتفق، حكم القبيلة بعد وفاة أميرها السابق فيصل بن حمود السعدون في سنة 1247هـ / 1832م. واشتهر عنه بالكرم، حتى أنه كان يطبخ يوميًا لإطعام كل من يأتي خيمته من أبناء القبيلة، وذكر اينزورث الذي زار الشيخ عيسى شخصيًا أن ما يقل عن 30-40 خروفًا محمرًا إلى جانب أكوام الرز المسلوق تقدم في جفنات بالغة السعة، وبذلك تمكن من أن يحرز حب وتعاطف المنتفقين حوله.

## البداية
كانت بدايته في قتله لبنيه بن قرينيس الجربا سنة 1815م، ثم المساهمة في حصار البصرة 1826، حيث كان هو وأبوه محمد الثامر وأخوته بندر وفهد معارضين لحكم أخيهم عجيل الذي ولى حكم المنتفق بعد عمه حمود، وقد هرب عيسى بعد فشل الحصار إلى المحمرة مع ماجد وفيصل إبني عمه حمود الثامر شيخ المنتفق آنذاك، فيما جرى سجن أخويه بندر وفهد مع والدهما وعمهما حمود بسجن في بغداد، وبعد وفاة أمير المنتفق فيصل بن حمود السعدون كتب عيسى إلى والي بغداد علي رضا باشا يطلب المشيخة مدعومًا من عموم أهل المنتفق، فجاءت الموافقة في الأيام الأخيرة من سنة 1833م.

## الحكم
بعد ان استقرت الأوضاع لصالح عيسى دون منافسة تهدد مركزه، تطلع في سنة 1248هـ/1833م إلى الاستيلاء على مدينة الزبير ذات الاستقلال الذاتي ليدخلها ضمن نفوذ إمارة المنتفق، وذلك بدفع من محمد بن ابراهيم الثاقب منافس «آل زهير» حكام الزبير وقتها وأميرها عبد الرزاق الزهير. فتوجه جيش المنتفق ليضرب حصارًا على الزبير دون سبب مقنع سوى انحيازه إلى طرف الثاقب لحكم الزبير، وساعده في ذلك الشيخ جابر بن عبد الله الصباح حاكم الكويت آنذاك، واستمر الحصار لسبعة أشهر، وانتهى بدخول المدينة بعد نفاد الطعام والرصاص عند المدافعين في ذي القعدة 1249هـ/مارس 1834م، حيث شهدت المدينة مجزرة ضد آل زهير بعد رفض الشيخ عيسى عرض عبد الرزاق الزهير بتعويض دم عمه علي الثامر الذي قتل أثناء الحصار بذهب يدفعه الزهير.

### الخلاف مع حكومة بغداد
انتشرت حالة من الهدوء في أراضي المنتفق زمن عيسى حيث لا حروب داخلية ولا غزوات خارجية، الأمر الذي وفر للجميع السلام والعيش الرغيد. ولكن بنفس تلك الفترة بدءا من 1834م والسنوات الثلاث التي تلتها انقضت آخر الإمارات العراقية مثل آل جليلي في الموصل وإمارة بابان ثم لحقتها إمارة العمادية، وبدأت المشيخات القوية بالتراجع، مثل الخزاعل في الفرات الأوسط والعبيد في أعالي دجلة، وذلك تماشيا مع سياسة الدولة بفرض سيطرتها المركزية، وهذا أثر سلبًا على إمارة المنتفق التي عليها أن تواجه الدولة بمفردها دون مساعدة من قوى محلية اخرى. لذلك بدأت السلطة المركزية في بغداد بالتوجه نحو إمارة المنتفق، فاختلقت أزمة مع القبيلة سنة 1254هـ/1838م مردها الضرائب الواجب دفعها، فتأزم الموقف مما دفع الوزير اللاز بالتفكير بترشيح أمير جديد للمنتفق بدلا من الشيخ عيسى، فجرى ترشيح «فارس بن علي الثامر» لهذا الموقع الذي التقى بالوزير. فأصدر الوزير أوامره إلى متسلم البصرة بداية سنة 1839م بعزل الشيخ عيسى وتولية إمارة المنتفق للمرشح الجديد، فبادر فارس بالتحرك نحو مركز الحكم سوق الشيوخ بعد رفضه أي مساعدة عسكرية حكومية أو قبلية عرضها عليه الوزير اللاز، اعتقادا منه أنه لن يواجه أية متاعب أو مضايقات، إلا أن ذلك الاعتقاد الواهم بدده الأمير عيسى السعدون، الذي بادر إلى ملاقاة المرشح الجديد قرب النعمانية مع مفرزة خيالة، فأخذ من مرشح الوالي سلاحه وفرسه و«الكرك» -هو اللباس الخاص الذي يمنحه الوالي لشيخ مشايخ المنتفق تعبيرًا عن دعمه لهم-. ثم طلب من مرافقي فارس أن يعودوا إلى الوالي اللاز يخبرونه ماحدث.
وفي سياق الحملة المصرية في الشام ضد الدولة العثمانية، اتصل زعماء عشائر المنتفق بأحد العلماء الموثوق بهم لدى خورشيد باشا، واتخذوه سفيرًا لهم ليأخذ الأمان لهم، ففي 12 أغسطس 1839م أرسل الشيخ عيسى رسالة ودية إلى قائد الحملة المصرية في الشام «خورشيد باشا» أشار فيها إلى فرحته بالانتصار في نزيب ضد العثمانيين، كما كلف الرسول بنقل رغبة أهل البصرة في أن يصبحوا تحت الحكم المصري. إلا أن تلك الرسالة لا تخرج عن كونها من صيغ المجاملة الهادفة للضغط على والي بغداد.
في سنة 1257هـ/1841م لجأ عبد الله بن ثنيان آل سعود إلى الأمير عيسى هاربا من خالد بن سعود.

## موته
توفي الأمير عيسى بن محمد الثامر محترقًا في داره بعد أن اشتعلت النيران في البيت إثناء نومه فيها وكان ذلك في بداية سنة 1258هـ/1842م، في حين قال ابن بشر في كتابه عنوان المجد أن الحادثة كانت في سنة 1259هـ/1843م، حيث ذكر الحادثة بالتفصيل: في هذه السنة أعني سنة 1259هـ احترق رئيس المنتفق عيسى بن محمد السعدون في منزلِه، وسبب ذلك أن بيوتهم التي يأوون إليها من قصب يتخذونها في وقت القيظ على شاطئ الفرات، فينزلونها إلى ان يظعنون عنها مع اول نزول للمطر، فيبنون الخيام وبيوت الشعر على عادة العرب، فاتفق في تلك الليلة أن نام مع أهله، ونسيت الخادم الفنر أن تطفئه وتركته معلقا على القصب المحكم شده كالجدار، فعلقت النار فيه فاضطرمت في البيتِ وهو في نومه مع أهله على سريره، فما استيقظ إلا وقد شملت النار جميع البيت وليس له مهرب وعليه باب محكم، فهرب إلى أسفل البيت بين صناديق رجاء أن ينجو أو يأتيه من يخرجه، فلما ظهرت النار في البيت واجتمع الناس لها، فلما أطفؤوها بالماء، وجدوه قد احترق إلى مجمعِ فخذيه، فأخذوا باقيه ودفنوه، وزوجته نائمة على سريرها قد احترق جانبها الأعلى. وتولى من بعده أخوه بندر بن محمد السعدون.